# Amédée Mannheim
Victor Mayer Amédée Mannheim (1831-1906) va ser un matemàtic francès conegut per haver estat el inventor de la moderna regla de càlcul.

## Vida i Obra
Mannheim va ingressar a l'École Polytechnique. En graduar-se, el 1850, va ingressar a l'École d'Application du Genie (l'Escola Militar d'Artilleria) de Metz, on es va graduar com a sotstinent. Després de servir en diferents guarnicions, a partir de 1859 va començar a col·laborar amb l'École Polytechnique, de la que va esdevenir professor de geometria descriptiva el 1864. No va deixar mai l'exèrcit, en el que va arribar a obtenir el grau de coronel. Es va retirar de la milícia el 1890 i de la docència el 1901.
Mannheim és recordat, sobre tot, per haver dissenyat la moderna regla de càlcul que va estar en ús fins a l'arribada dels ordinadors electrònics. El 1851, quan encara era un jove sotstinent, va dissenyar una regla de càlcul amb un cursor transparent mòbil i alfunes altres millores. Aquest instrument, construït per la firma parisina Tavernier-Gravet, serà amplament exportat a tots els països del món.
Com geòmetra, va ser un digne successor de Poncelet i Chasles, escrivint dos llibres de text de geometria cinemàtica i altres articles sobre coordenades recíproques polars.